# Wolfram Lotz
Pour les articles homonymes, voir Lotz.
Wolfram Lotz est un auteur dramatique, poète et auteur de pièces radiophoniques allemand né à Hambourg en 1981.

## Biographie
Fils d’une pharmacienne, Wolfram Lotz grandit à Bad Rippoldsau dans la Forêt-Noire. Il étudie les sciences de la littérature, les sciences des arts et les sciences des médias à l'Université de Constance, puis l’écriture littéraire au Deutsches Literaturinstitut de Leipzig. Il se fait connaître en 2011 par ses deux premières pièces : La Grande Marche (Der große Marsch), pour laquelle il reçoit le Prix de soutien Heinrich-von-Kleist, et Quelques messages pour l’univers (Einige Nachrichten an das All), toutes deux représentées dans de nombreux théâtres des pays germanophones et dans l’Europe entière. Avec Quelques messages pour l’univers il reçoit le titre de « Jeune auteur de l’année » dans un sondage réalisé auprès des critiques par le magazine Theater heute. En 2015, sa pièce Ridicules ténèbres (Die lächerliche Finsternis) le fait consacrer « Auteur dramatique de l’année ».
En 2017, il s'installe pour quelque temps en Alsace dans les environs de Colmar en compagnie de son épouse et de leurs deux enfants. En 2018, à partir de notes quotidiennes, il se lance dans l'écriture d’un « journal de bord total », qui deviendra la matière première de sa pièce Les Politiciens (Die Politiker). Bien qu'il ait décrit son journal comme étant son œuvre principale, il en détruit le fichier en 2019. Le tiers environ de ce travail a pu être récupéré et a donné lieu à la publication du volume Écritures saintes I (Heilige Schrift I) en 2022. Les Münchner Kammerspiele ont accueilli la création scénique du texte sous la forme d’une soirée théâtrale en trois parties mise en scène par Falk Richter, réunissant théâtre radiophonique, installation visuelle et spatiale conçue par Heike Schuppelius, réalité virtuelle et performance.

### Réception
Dans son ouvrage Nach der Postdramatik (« Après le postdramatique », 2021), le spécialiste de littérature Simon Hansen range l'œuvre réalisé jusqu’à présent par Wolfram Lotz dans le « théâtre à texte narrativisant » : les pièces de Lotz impossibles à mettre en scène de manière littérale se caractérisent entre autres, selon Hansen, par une potentialisation radicale des techniques d’épicisation influencées par Bertolt Brecht.

## Œuvres
- Der große Marsch. Pièce de théâtre. Création au Ruhrfestspiele Recklinghausen en 2011. Traduction française : La Grande Marche (2018), par Sofiane Boussahel, avec le soutien de la Maison Antoine Vitez. Extraits de la pièce et regard du traducteur. Discours sur le théâtre impossible.
- Einige Nachrichten an das All. Pièce de théâtre. Création au Deutsches Nationaltheater Weimar en 2011. Traduction française : Quelques messages pour l’univers (2017), par Mikaël Serre et Chloé Brugnon, pour la Comédie de Reims. Résumé sur le site de L’Arche éditeur & agence théâtrale.
- Fusseln. Liste. Cologne, Parasitenpresse, 2011.
- avec Martin Laberenz : Zerschossene Träume. Création au Centraltheater Leipzig en 2012.
- Monologe. Leipzig, Spector Books, 2014,  (ISBN 978-3-944669-10-6).
- Die lächerliche Finsternis. Pièce radiophonique. Création à l’Akademietheater Wien en 2014. Traduction française : Ridicules ténèbres (2015), par Pascal Paul-Harang, avec le soutien de la Maison Antoine Vitez.
- Drei Stücke. Francfort-sur-le-Main, S. Fischer, 2016.  (ISBN 978-3-596-29631-6). Contient : Der große Marsch, Einige Nachrichten an das All et Die lächerliche Finsternis.
- In Ewigkeit Ameisen, création commune des deux pièces radiophoniques In Ewigkeit Ameisen et Das Ende von Iflingen à l’Akademietheater Wien en 2009. Publication dans : Dramatische Rundschau, n° 1, Francfort-sur-le-Main, S. Fischer, 2019,  (ISBN 978-3-596-70516-0).
- Die Politiker. Texte parlé. Leipzig, Spector Books, 2019.  (ISBN 978-3-959-05331-0).
- Heilige Schrift I. Francfort-sur-le-Main, S. Fischer, 2022.  (ISBN 978-3-10-397135-4). Création le 14 mai 2022 aux Münchner Kammerspiele dans une mise en scène de Falk Richter.

## Pièces radiophoniques
- In Ewigkeit Ameisen, mise en voix de Tobias Krebs, SWR, 2009.
- Thilo Sarrazin Monolog, musique de Friederike Bernhardt, 2014.
- Die lächerliche Finsternis, mise en voix de Leonhard Koppelmann, musique de zeitblom, SWR, 2015.
  - Réalisation radiophonique de la traduction française Ridicules ténèbres de Pascal Paul-Harang, mise en voix par Alexandre Plank et diffusée en 2017 par France culture
- Das Ende von Iflingen / Erzengel beim jüngsten Gericht, mise en voix de Leonhard Koppelmann, musique de Peter Kaizar, SWR, 2019.
- Die Politiker, mise en scène de Franz-Xaver Mayr, musique de Matija Schellander, SWR, 2022.

## Scénario
- Das Massaker von Anröchte (Le Massacre d’Anröchte). Réalisé par Hannah Dörr. Production : Theater Oberhausen / öFilm, 2021.

## Récompenses
- 2005 : Prix de littérature de la ville de Steyr
- 2010 : Commande et Prix du public du Stückemarkt des Berliner Theatertreffens
- 2011 : Prix de soutien Heinrich-von-Kleist aux jeunes auteurs dramatiques pour La Grande Marche
- 2011 : Bourse du village d’artistes Schöppingen
- 2011 : désigné « Jeune auteur de l’année » pour Quelques messages pour l’univers par un jury indépendant de critiques germanophones dans le magazine Theater heute
- 2011 : Prix de soutien de littérature de la ville de Coblence
- 2012 : Prix de l’auteur dramatique du Cercle culturel de l’économie allemande au Bundesverband der deutschen Industrie e.V.
- 2013 : Prix de soutien à la littérature comique
- 2015 : Invitation aux Berliner Theatertreffen pour la création de Ridicules ténèbres
- 2015 : Nomination au Mülheimer Dramatikerpreis
- 2015 : désigné « auteur dramatique de l’année » à l’issue du sondage réalisé auprès des critiques par le magazine Theater heute
- 2015 : Prix théâtral et prix des auteurs Nestroy pour Ridicules ténèbres
- 2020 : Nomination au Prix de la pièce radiophonique des aveugles de guerre avec La Fin d’Iflingen (Das Ende von Iflingen)